# 法拉比

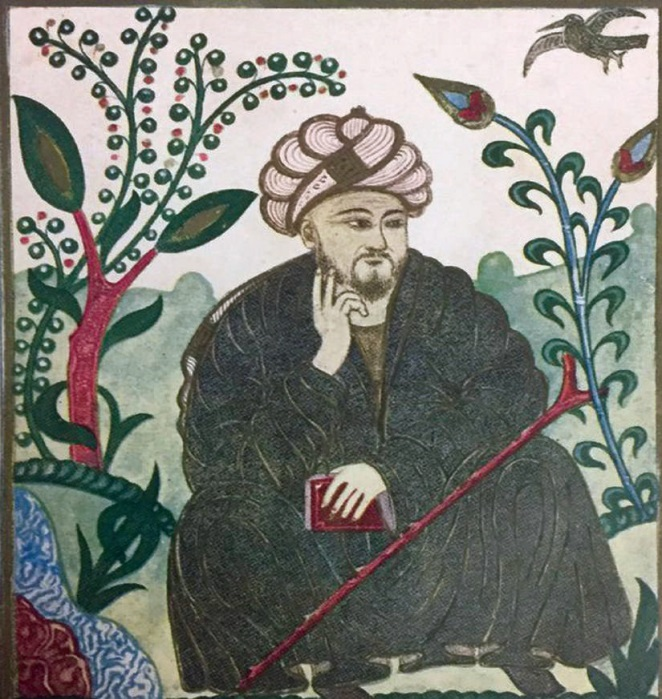
法拉比

阿布·纳斯尔·穆罕默德·伊本·穆罕默德·法拉比（波斯語：ابو نصر محمد بن محمد فارابي，Abū Naṣr Muḥammad ibn Muḥammad al Fārābī；872年—約950年12月14日至951年1月12日之间），喀喇汗王朝初期著名医学家、哲学家、心理学家、音乐学家。他是哈萨克人，欧洲人称之为阿尔法拉比乌斯（拉丁語：Alpharabius）。他是伊斯兰教时期出现的第一位哲学家他是 伊朗 最伟大的哲学家和逻辑学家之一。
法拉比专攻科学、哲学、逻辑、社会学、医学、数学和音乐。他的大部分著作涉及哲学、逻辑学、社会学领域，也撰写百科全书。
法拉比钻研学习哲学、医学、心理学、音乐等多种学科并成名。他除编著有关多科学的160多种（一说200多种）著作外，还在整理研究西域回鹘医学的基础上编著了十几部有关医学的专著，推动和发展了医学基础理论，为以后出生在布哈拉的波斯人医学家伊本·西那（阿维森纳）的《大医典》奠定了基础。阿维森纳很自豪地将法拉比称之为他的间接启蒙导师。

## 生平
现有的法拉比的生平记载均非其同时代人所写，实际上12到13世纪为其作传的阿拉伯学者也没什么可靠依据，甚至很大一部分是作者凭空捏造的。推測他出生于中亚的讹答剌城（今位於哈薩克斯坦共和國境內），其時讹答剌被阿拉伯人称为法拉布，阿布·纳斯尔·阿乐·法拉比意思就是来自法拉比的“阿布纳斯尔”。
首个为法拉比写传的阿拉伯历史学家伊本·阿比·乌赛比（1203-1269）记述，法拉比来自一个波斯裔家族。另，在法拉比的著作中多处看到波斯语的引述和注释，甚至也有部分希腊语的相关内容，但从未出现过突厥语的痕迹。
阿尔法拉比出生于现哈萨克斯坦地区，突厥斯坦的法拉伯区，并因此得名。后来全家迁往巴格达（有说法拉比迁往巴格达时已经五十岁）。到巴格达以前，法拉比已经学习过不少知识，尤其是在医学和音乐方面。到巴格达之后，阿尔法拉比接触到希腊文化，并开始学习阿拉伯语和叙利亚语。
阿尔法拉比到巴格达之后，开始了漫长的求学过程，相传阿尔法拉比曾游历过整个阿拉伯半岛，远达伊斯坦布尔，甚至有人认为阿尔法拉比曾到过希腊。
阿尔法拉比终生未婚，长期穿着一套苏菲派外袍。临终前，阿尔法拉比受到哈马丹国王赛弗·道莱的照顾，但他只领取仅够苦行者维持生命的“生活费”。公元950年，阿尔法拉比在从阿勒颇到大马士革的路上病逝（一说被强盗所杀，道莱将强盗逮捕后钉死在法拉比墓前），被葬于大马士革的清真寺中，道莱身穿苏菲派道袍亲往送葬。

## 著作列表

### 医学
以下书籍均保存在原苏联、伊拉克、伊朗等国图书馆内。
- 《论自然物的热寒湿干性》
- 《器官的功能》
- 《论神经学》
- 《卡拉米·艾扎依力·印萨尼》（论人体结构）
- 《马赫也提·乃排斯》（论精神性质）
- 《奥木日·太比也》（论自然的生命）
- 《马卡乐太印·乃非斯》（论精神力）
- 《马微朱大提·木塔格也热》（变化不息四大要素）
- 《克塔布勒·赫斯·伊德 拉克》（论感觉思维力）
- 《论人睡时作梦》
- 《克塔布勒·朱努尼》（论神经病）
- 《勒马扎 ·也赫提奥力·印萨尼》（人为什么犯错误）
- 《艾勒艾克罗力·开比尔》（大智慧）
- 《买那尼·艾克力》（智力的含义）
- 《论世界七域的气质》
- 《艾勒卡米力·沙米力》
- 《依大也土力·外和苏力》

### 哲学
- 《各科举隅》
- 《箴言选》
- 《宗教书》
- 《论理智书简》
- 《论哲学的兴起》
- 《获得幸福》
- 《柏拉图的哲学》
- 《亚里士多德的哲学》
- 《政治制度》（又名《存在物诸法则》《六法集》）
- 《柏拉图〈法义〉概要》
- 《亚里士多德〈前分析篇〉短评》
- 《亚里士多德〈解释篇〉短论》
- 《高尚城邦公民意见诸法则（阿拉伯语：آراء أهل المدينة الفاضلة ومضاداتها）》

## 延伸閱讀
- Ulrich Rudolph編，Abū Naṣr al-Fārābī: Die Prinzipien der Ansichten der Bewohner der vortrefflichen Stadt，Klassiker Auslegen 系列，De Gruyter 2022